# Live at the Hollywood Bowl (The Doors)
Live at the Hollywood Bowl is het derde livealbum van The Doors. Het werd in juni 1987 als mini-lp uitgebracht. Het concert zelf vond in 1968 plaats in de Hollywood Bowl en werd op video vastgelegd.
Tracklist:
1. Wake Up (1:40)
2. Light My Fire (8:51)
3. The Unknown Soldier (4:29)
4. A Little Game (1:20)
5. The Hill Dwellers (2:21)
6. Spanish Caravan (1:22)

Alle nummers werden geschreven door The Doors.
Jim Morrison · Robby Krieger · Ray Manzarek · John Densmore